# Богданово (Омская область)
Богда́ново — деревня в Горьковском районе Омской области. Входит в Новопокровское сельское поселение.

## История
В 1928 г. деревня Богдановка состояла из 156 хозяйств, основное население — русские. Центр Богдановского сельсовета Бородинского района Омского округа Сибирского края.

## Население
| 2002 | 2010 | 2021 |
| ---- | ---- | ---- |
| 386  | ↘291 | ↘233 |